# الدائرة (فلم)
الدائرة (بالفارسية: دایره) فيلم دراما إيراني متميز يعكس صورة معاملة المرأة والنظرة إليها في مجتمع منغلق أبدع في خبرة الإخراج والحبكة الســينمائية الصادقة هــو المخرج الإيراني العالمي (جعفر بناهي - Jafar Panahi) الحائز على جائزة الأسد الذهبي في مهرجان البندقية السينمائي.
وقد جاء فيلم « دائرة القيود » كما لقبوه النقاد الإيرانيين مطابقا لما نتوقعه من فيلم إيراني لمخرج كبير حيث عكست أحداثه الواقعية كآبة الحياة لدى المرأة وأماطت اللثام عن أشياء مثيرة وغير سوية تمحورت حول النساء وجذبت انتباه المشاهد إلى أمور عجيبة ومدهشة قام المخرج بإبرازها بحيث تحز في نفس المتابع لها وتجعله ندا وخصما ضد كل ما هو شاذ وغير مألوف في المعاملات الإنسانية... وليس ذلك بغريب على مخرج تتمحور أفلامه حول الإنسانية...
فمن شاهد فيلم « البالون الأبيض ـ The White Balloon » الذي سبق وأخرجه في عام 1995 ربما تعرف ميوله وستعلم أنه بصدد مشاهدة فيلم آخر تدور أحداثه عن شريحة معينة من الناس بكل صراحة ومصداقية ولكن بطريقة لا تلفت الانتباه... إنما عن طريق الإيماء والإيحاء لا عن طريق النقد والانتقاد.
وتتمحور أحداث فيلم (The Circle) حول مجموعة من النسوة القانطات اللاتي ضربت عليهن الذلة والمسكنة في إيران حيث يركز الفيلم على القيود وشتى أنواع التفرقة السائدة المفروضة عليهن وعلى حياتهن.
وقصة الفيلم الذي كتب حواره من قبل (كامبوزيا بارتوفي - Kambuzia Partovi) وتقوم بتمثيله النجمة (مريم بالفين علماني - Maryiam Palvin Almani) و(نرجس ماميزادة - Nargess Mamizadeh) و(فريشتة صدر أورفاني - Fereshteh Sadr Orfani) وأخرى ات هي قصة بسيطة في أحداثها ولكنها ذات مغزى في صياغتها وقوة في سرد أحداثها... ومفادها أن سبعا من النسوة الإيرانيات خرقن القانون وخرجن عليه بطريقة ما فكان مصيرهن السجن... ليفرج عنهن بعد ذلك ويختلطن بالمجتمع الإيراني مجددا وهنا يقوم المخرج (جعفر بناهي) بإبراز المرأة في عدة صور توضيحية تبين إنها تنتمي إلى طبقة دنيا في النسيج الاجتماعي... رغم إنها نصف المجتمع وأم الرجال وصانعة الأجيال...
ومع أن جرائم النسوة التي كانت السبب في دخولهن السجن تبدو غامضة في معظمها وفقا لأحداث الفيلم إلا أن عقوبتها لم تقتصر على الزج بهن في غياب لمدة محددة بل بدأت تلاحقهن وتلازمهن وتؤرقهن طيلة حياتهن بعد الإفراج عنهن...
فمثلا تضطر إحداهن... بسبب افتقارها إلى ما يثبت شخصيتها... إلى الكذب لمجرد أن تبتاع تذكرة سفر بالباص إلى خارج البلدة.
وأخرى تضطر إلى الهروب من السجن يحدوها الأمل في نجاح محاولتها للقيام بإجهاض نفسها وعندما تعود إلى منزل أسرتها يتم طردها شر طردة وبكل عنف وقسوة... وعلى النقيض من طريقة معاملة النساء بمهانة وازدراء يقوم مخرج الفيلم بإبراز مكانة الرجال وأدوارهم السطحية التي لا تخلو في معظمها رغم ذلك من مظاهر السلطة والتسلط.
وبينما يبدأ الفيلم بنافذة ذات فتحة مربعة لتظهر أحد العنابر بمستشفى الولادة... نرى الفيلم ينتهي بفتحة مشابهة كنافذة صغيرة لإحدى زنزانات السجن...
وبين البداية والنهاية تنساب أحداث الفيلم في مسار يبدأ بالحياة وينتهي بالموت.
ولكن الذي لا ينتهي هو تلك الدائرة ذات المسار المغلق الظالم (كما يوحي عنوان الفيلم) حيث تدور النسوة في فلكها من داخل محيطها في معاناة وهم وفي تعاسة وغم.
ولأن الفيلم مبني على أحداث درامية واقعية يعطينا فيلم « الدائرة ـ The Circle » الانطباع كمشاهدين بأننا نقوم بالتجسس على أمور غيرنا حيث نسمع إحدى النساء وهي تحكي لصديقتها كيف إنها خرجت من السجن لتفاجأ بزوجها في أحضان امرأة أخرى على مخدع الزوجية...... ‍‍!!!
ورغم إن الفيلم لا يرقى إلى مستوى الأعمال الحديثة التي قام بها المخرج الإيراني الشهير (محسن مخملباف) أو ابنته (سميرة مخملباف) من ناحية قوة الإخراج فإن فيلم « الدائرة » ينبغي أن يشاهده كل من يتحمس لإنتاج بلده من الفن السينمائي.
- حصــل مخرج الفيلم على جائزة (فلم فيبريسي للسنه - FIPRESCI Film of the Year)

من مهرجان سان سباستيان الدولي. (الأســباني)
San Sebastián International Film Festival
في عام 2001
- ترشـح لجائزة (الشــاشــة الفضية - Silver Screen Award)

من مهرجان سنغافورة السينمائي الدولي.
Singapore International Film Festival
لأفضل فلم طويل آسيوي - Best Asian Feature Film
في عام 2001
- حصل على أربع جوائز من مهرجان أورغواي السينمائي الدولي.

Uruguay International Film Festival
وهي كالآتي:
1)- Audience Award
2)- Best Film
3)- Critics Award
4)- OCIC Award - Special Mention
- حصل على خمس جوائز من مهرجان فينيسيا السينمائي... (الإيطالي)

Venice Film Festival
وهي كالآتي:
1)- FIPRESCI Award
2)- Golden Lion (أكبر جائزة في المهرجان)
3)- OCIC Award - Honorable Mention
4)- Sergio Trasatti Award
5)- UNICEF Award

## وصلات خارجية
- الدائرة على موقع IMDb (الإنجليزية)
- الدائرة على موقع ميتاكريتيك (الإنجليزية)
- الدائرة على موقع الموسوعة البريطانية (الإنجليزية)
- الدائرة على موقع روتن توميتوز (الإنجليزية)
- الدائرة على موقع نتفليكس (الإنجليزية)
- الدائرة على موقع قاعدة بيانات الأفلام العربية
- الدائرة على موقع ألو سيني (الفرنسية)
- الدائرة على موقع Turner Classic Movies (الإنجليزية)
- الدائرة على موقع أول موفي (الإنجليزية)
- الدائرة على موقع بوكس أوفيس موجو (الإنجليزية)

1. ↑  وصلة مرجع: http://www.kinokalender.com/film2227_der-kreis.html. الوصول: 26 ديسمبر 2017.
2. ↑  Peter Beaumont؛ Vanessa Thorpe (23 مايو 2010). "Jafar Panahi 'may soon be freed'". The Observer. مؤرشف من الأصل في 2018-06-29.
3. ↑  "The Circle reviews". ميتاكريتيك. سي بي إس إنتراكتيف. مؤرشف من الأصل في 2017-09-22. اطلع عليه بتاريخ 2016-02-06.
4. ↑  "The Circle (Dayereh) (2001)". روتن توميتوز. فليكستر  [لغات أخرى]‏. مؤرشف من الأصل في 2017-11-27. اطلع عليه بتاريخ 2016-02-06.{{استشهاد ويب}}:  صيانة الاستشهاد: علامات ترقيم زائدة (link)